# Jeanne Choppard-Mazeau
Jeanne Choppard-Mazeau,, née le 12 mai 1861 à Paris où elle est morte le 16 juillet 1896, est une peintre française.

## Biographie
Caroline Léonie Jeanne Mazeau est la fille du sénateur Charles Jean Jacques Mazeau (1825-1905) et de Jeanne Marie Augustine Berthe Genret Perrotte (1840-1910).
Élève de Louise Thoret, de Pierre-Paul-Léon Glaize, de Jean-Jacques Henner, de Philippe Parrot et de Carolus-Duran, elle expose au Salon à partir de 1879.
En 1896, elle épouse l'avocat Léon Choppard.
Demeurant rue de Lille, elle meurt chez ses parents, rue Vaneau, à l'âge de 35 ans.

## Œuvres exposées aux Salons
- Types italiens, au Salon de 1879, trois dessins
- Portrait de Mlle Berthe D. ; Têtes de jeunes filles, au Salon de 1880
- Portrait de ma mère, au Salon de 1880
- Portraits de famille, au Salon de 1881, dessins à la sanguine
- La petite Marie, au Salon de 1881
- Tête d’enfant, au Salon de 1882
- L’apprentie, au Salon de 1882
- Portraits, au Salon de 1883
- Portrait, au Salon de 1884
- Portrait de M. C., au Salon de 1886
- Portrait de M. N. M., au Salon de 1886
- Croquis, au Salon de 1887
- Portrait de Mme Marie L., au Salon de 1889
- Portrait de Mme Julien B., au Salon de 1890
- Portrait de Mlle *, au Salon de 1890
- La Bible, au Salon de 1893
- Oubli, au Salon de 1893
- Tristes nouvelles, au Salon de 1894
- Tristesse, au Salon de 1895
- Travaux forcés, au Salon de 1895